# Любов на показ
Любов на показ (на турски: Afıli Aşk, е турски комедиен телевизионен сериал, излъчен от 2019 г.

## Актьорски състав
- Чаалар Ертуурул - Керем Йигитер
- Бурджу Йозберк - Айше Озкайали Йигитер
- Алтан Еркекли - Мухсин Йигитер
- Бениан Донмез - Мелахат Озкаялъ
- Неше Байкент - Елда Йигитер
- Танер Румели - Ръза Озкаялъ
- Серкай Тютюнджи - Волкан Чекерек
- Гюзиде Арслан - Гонджа Дурмаз
- Йълмаз Кунт - Берк Кочар
- Зейнеп Тугче Баят - Джейда Аран
- Умуткан Утебай - Сабри Хороз
- Берил Позам - Назмие
- Хира Су Йылдыз - Бусе
- Кимъя Гекче Айтач - Сирма
- Мурат Болки - Муаммер
- Онер Атеш - Атилла
- Кюбра Су Тюркери - Фейза
- Омер Каранлык - Хюнкар